# Nassir Al-Ghanim
Nassir Ghanem AlEnezi (4 de abril de 1961) é um ex-futebolista profissional kuwaitiano, que atuava como meia.

## Carreira
Nassir Al-Ghanim fez parte do elenco da histórica Seleção Kuwaitiana de Futebol da Copa do Mundo de 1982. 